# Christoph Preuß
Christoph Preuß (Gießen, 4 de Julho de 1981) é um ex-futebolista alemão. Jogou sua última partida em clubes de futebol pelo Eintracht Frankfurt.